# Estádio Tehelné Pole
O Estádio Tehelné Pole (em eslovaco: Tehelné Pole štadión), também denominado Estádio Nacional de Futebol (em eslovaco: Národný futbalový štadión) é um estádio de futebol localizado na cidade de Bratislava, capital da Eslováquia. Oficialmente inaugurado em 3 de março de 2019, é o maior estádio do país em capacidade de público, sendo atualmente a principal casa onde a Seleção Eslovaca de Futebol manda suas partidas amistosas e oficiais válidas por competições continentais. Além disso, o Slovan Bratislava, tradicional clube da capital eslovaca, também manda ali seus jogos oficiais por competições nacionais e continentais. Conta com capacidade máxima para 22 500 espectadores.